# 한신자동차
한진자동차(영어: HANSHIN MOTORS)는 대한민국의 자동차 제조사이다.

## 연혁
- 2017년 8월 1일: 회사 설립[1]

## 생산차종
- 엔비온
- 매그넘
- 아데오나
- 바네스